# Licencia vírica

Icono de CC-BY-SA, que simboliza a Creative Commons Atribution Share-Alike —en español, atribución y compartir igual de Creative Commons—.

Licencia vírica o viral es un término alternativo para las licencias de copyleft, especialmente la GPL, que solo permite obras derivadas cuando los permisos se preservan en las versiones modificadas del trabajo. Las licencias de Copyleft incluyen varias licencia de código abierto y contenido libre, tales como la GNU General Public License (GPL) y la licencia Creative Commons (CC-BY-SA). 

## Ámbito
Este término se usa mayoritariamente para describir la GPL, que requiere que cualquier trabajo derivado también tenga una licencia compatible con la GPL. Se suele decir que tiene una componente vírica porque las licencias expanden un uso continuado de las licencias en sus derivados. Esto puede llevar a problemas cuando el software se deriva de dos o más fuentes que tienen licencias víricas incompatibles en cuyo caso no se podría aplicar ninguna licencia al trabajo derivado.
Aunque el concepto es generalmente asociado con las licencias que promueven el contenido libre, las licencias propietario también tienen características víricas. Por ejemplo, la distribución de software de código fuente de OEM generalmente concede a las licencias el derecho a distribuir copias del Software, pero restringe qué términos puede haber en la licencia de usuario final. Sin embargo, el trabajo derivado es mucho menos común en los trabajos de licencia de propietario.
Como ejemplo de una licencia vírica fuera del software, después de que se revelase  que el autor francés Michael Houellebecq copió secciones de artículos de Wikipedia en su novela La Carte et Le Territoire,  algunas personas dijeron que esto hacía automáticamente que su libro estuviese bajo la licencia CC-BY-SA compartir igual.

## Historia
El término 'Virus Público General' o 'Virus Público GNU' (GPV en inglés) usado como nombre peyorativo, empezó a difundirse un año después de que se lanzase la GPLv1. El vicepresidente de Microsoft Craig Mundie dijo "Este aspecto vírico de la GPL es una amenaza para la propiedad intelectual de cualquier organización que haga uso de ella".  También, Steve Ballmer declaraba que el código y liberado bajo la GPL es inútil desde el punto de vista del sector comercial (ya que solo se puede usar si el código resultante se transforma en GPL), describiéndolo como "un cáncer que pega en el sentido de la propiedad intelectual a cualquier cosa que toca". En respuesta a los ataques de Microsoft a la GPL, muchos desarrolladores prominentes del Software Libre y defensores del mismo expusieron una declaración conjunta apoyando la licencia.

## Críticas sobre el término
De acuerdo con el ingeniero de la Free Software Foundation, David Turner, el término licencia vírica crea un malentendido y un miedo a usar el software libre con copyleft. David McGowan ha escrito que no hay razón para creer que la GPL podría forzar al software propietario a volverse libre, pero podría "intentar imponer a las firmas de distribución comercial un programa que se integrase con el del código con GPL para construir un trabajo derivado". Richard Stallman ha descrito esta visión con una analogía, diciendo, "El dominio de la GPL no se expande por proximidad o contacto, solo por la inclusión deliberada de código GPL en tu programa. Se propaga como una planta araña, no como un virus."

## Interoperabilidad
Las licencias populares de copyleft, como la GPL, tienen una cláusula permitiendo a los componentes interactuar con componentes que no son de copyleft, siempre y cuando la comunicación sea abstracta, como ejecutar una herramienta de línea de comandos con un conjunto de interruptores o como interactuar con un servidor Web. Como consecuencia, incluso si un módulo de otro producto que no es de copyleft se licenciase bajo la GPL, todavía podría ser legal que otros componentes se comunicasen con él sin ningún problema. Esta comunicación podría o no incluir rehusar librerías o rutinas vía enlace dinámico -- algunos dicen que lo haría, la FSF afirma que no, y añade una excepción explícita permitiéndolo en la licencia para la reimplementación de la librería java de GNU Classpath. 
Las cláusulas de interoperabilidad son a menudo imposibles desde un punto de vista práctico debido al enorme endurecimiento y estricta interpretación de la GPL en relación con integración, agregación y enlazado. Se discute que muchas formas de incorporación, agregación o conectividad con el código licenciado bajo GPL son trabajos derivados que deben ser licenciados también bajo la GPL. En los últimos años un gran número de comunidades usando licencias GPL incompatibles han abandonado sus esfuerzos y se han apoyado para mejorar la interoperabilidad con los productos licenciados con GPL respuesta a esta tendencia. Algunos desarrolladores y comunidades se han cambiado a la GPL o una licencia compatible con GPL en respuesta a esto, en lo cual tanto críticos como defensores están de acuerdo en que es el resultado final que se intenta conseguir.